# Philippe Médard
Philippe Jean Charles Médard (* 10. Juni 1959 in Meslay-du-Maine; † 30. September 2017 in Paris) war ein französischer Handballspieler.

## Karriere

### Verein
Médard lernte das Handballspielen in seiner Heimatstadt bei Bois-Colombes Sport. In der Saison 1978/79 lief der Torwart für AC Boulogne-Billancourt auf. Mit Stella Sports Saint-Maur gewann er 1979/80 die französische Meisterschaft. In der Saison 1980/81 verhalf er dem Zweitligisten Thonon AC zum Aufstieg. Seine erfolgreichste Zeit hatte Médard ab 1981 bei USM Gagny, mit dem er 1982, 1985, 1986 und 1987 die Meisterschaft sowie 1987 die Coupe de France gewann. In der Saison 1984/85 wurde er zum besten Torhüter gewählt. Im Sommer 1987 wechselte er zum aufstrebenden Viertligisten Montpellier Paillade SC, dem heutigen französischen Rekordmeister, mit dem er 1988 in die dritte und 1989 in die zweite Liga aufstieg. Nach diesem Durchmarsch unterschrieb er 1989 bei USAM Nîmes, mit dem er 1990 und 1991 weitere Meisterschaften gewann. In der Saison 1992/93 stand er bei Massy 91 Finances im Tor. Mit dem Zweitligisten gelang 1993 der Aufstieg. Die letzten zwei Jahre spielte Médard wieder für AC Boulogne-Billancourt in der zweiten Liga.

### Nationalmannschaft
In der französischen A-Nationalmannschaft debütierte Médard im Jahr 1979. Bei den Mittelmeerspielen 1987 gewann er mit der Équipe die Silbermedaille. Mit Frankreich belegte er den 5. Platz bei der B-Weltmeisterschaft 1989 und den 9. Platz bei der Weltmeisterschaft 1990. Bei den Olympischen Spielen 1992 in Barcelona gewann er mit der französischen Auswahl die Bronzemedaille. Insgesamt bestritt er 188 Länderspiele.